# Гуревич Арон Якович
Арон Якович Гуревич (12 травня 1924, Москва — 5 серпня 2006, Москва) — радянський та російський історик-медієвіст, культуролог. Лауреат Державної премії Російської Федерації в галузі науки (1993).

## Освіта
Закінчив Московський державний університет, кафедра Історії Середніх віків Історичного факультету (1947) та аспірантуру Інституту історії АН СРСР (1950).

Кандидат історичних наук (1950, тема дисертації: «Селянство Південно-Західної Англії в донормандський період»).

Доктор історичних наук (1962, тема дисертації: «Нариси соціальної історії Норвегії в IX–XII ст.»).

Учень найбільшого фахівця з середньовічної історії Англії академіка Є. О. Косминського. Також є учнем професора О. Й. Неусихіна.

## Біографія
- 1950–1966 викладав у Калінінському державному педагогічному інституті (нині — Тверський державний університет): асистент (1950—1956), доцент (1956—1963), професор (1963–1966).
- 1966—1969 — старший науковий співробітник сектора історії культури Інституту філософії АН СРСР.
- Від 1969 року працював в Інституті загальної історії АН СРСР, від 1987 очолював центр історичної та культурної антропології ІЗІ РАН, від 1989 — головний редактор щорічника «Одіссей. Людина в історії», який випускався центром.
- від 1989 року — професор кафедри історії та теорії культури філософського факультету МДУ (також викладав у Московському університеті на філологічному факультеті в 1975–1977 роках).
- від 1992 — головний науковий співробітник Інституту вищих гуманітарних досліджень ім. Є. М. Мелетинского РДГУ. Один з авторів курсу «Історія світової культури (середньовіччя)», автор курсу «Історія Середніх віків», спецкурсу «Середньовічна картина світу».
- від 1992 — завідувач відділом культури та науки середньовічної та сучасної Європи Інституту світової культури МДУ.

Читав лекції в університетах Італії, США, Німеччини, Данії (1989–1991), Норвегії, Швеції, Англії, Франції (1991–1992).
Дійсний член Академії гуманітарних досліджень (1995). Іноземний член Американської академії медієвистів (Medievel Academy of America), Renaissance Academy of America, Société Jean Bodin (Бельгія), Королівського Норвезького товариства вчених, Королівського товариства істориків Великої Британії, Королівської Академії наук Нідерландів. Доктор філософії honoris causa Університету міста Лунд (Швеція).
Член бюро Наукової ради з історії світової культури РАН, член редколегії журналів «Arbor Mundi» («Світове древо»), «Journal of Historical Society», «Osterreichische Zeitschrift fur Geschichtswissenschaft», член редколегії серії «Пам'ятки історичної думки».
Автор низки глав і редактор підручника з історії середніх віків для педінститутів (1964), виданого також французькою (1976) та португальською (1978) мовами, автор глави про Північну Європу в підручнику Історичного факультету МГУ (1968, 1977, 1990, 1997, 2000, 2003 та 2005), а також низки статей у колективній праці «Історія селянства в Європі» (М., 1985–1986. Т. 1 — 3).
Автор мемуарів «Історія історика».
Останні тринадцять років життя був сліпий, але продовжував працювати: колеги та учні читали йому, а він думав та диктував. В останні роки потік його наукових публікацій не всихав.
Похований на Востряковському кладовищі.

## Наукова діяльність
Напрями наукових досліджень — історія середньовічної європейської культури; сучасна історіографія; теорія культури та методологія історії; історія Скандинавії в Середні віки; історія скандинавської культури, зокрема співвідношення офіційної (церковної) та народної культури; проблеми методології історичного дослідження; культурна антропологія; школа «Анналів» та її історичні методи.
Його статті, що склали книгу «Проблеми генези феодалізму», піддалися 1969 року нищівній критиці міністра освіти РРФСР О. І. Данилова, після чого автора було звільнено з Інституту філософії. Критика була пов'язана з тим, що автор поставив під сумнів деякі положення теорій Маркса та Енгельса — про те, що феодалізм складався внаслідок закабалення вільних селян магнатами, які попередньо привласнювали собі селянську землю. За думкою Гуревича, в умовах слабкості верховної влади вільні хлібороби в пошуках захисту разом зі своєю землею добровільно брали патронат магнатів, міняли свободу на безпеку. З точки зору Енгельса, у варварську еру існував «первісний комунізм», який полягав у колективній власності на землю. З точки зору Гуревича, давні германці були селянами, століттями жили на одному місці, не було ніякої колективної власності на землю, а велося сімейне хутірське господарство.

Арон Гуревич дав таку характеристику генезі феодалізму:

У феодалізмі я схильний вбачати переважно, якщо не виключно, західноєвропейський феномен. На мій погляд, він склався внаслідок унікальної констеляції тенденцій розвитку. Феодальний лад, як би його не тлумачити, являє собою не якусь фазу всесвітньо-історичного процесу, — він виник в силу поєднання специфічних умов, породжених зіткненням варварського світу зі світом пізньоантичного Середземномор'я. Цей конфлікт, що надав імпульсу синтезу германського та романського початків, зрештою породив умови для виходу західноєвропейської цивілізації наприкінці середньовіччя за межі традиційного суспільного ладу, за ті межі, в яких залишалися всі інші цивілізації.

У наступних працях розглядав, зокрема, культ святих у його простонародному розумінні, образ потойбічного світу, яким його бачили середньовічні візіонери, й дві версії (які суперечили одна одній) Страшного суду, популярне богослов'я. Полемізуючи з тезою М. М. Бахтіна про карнавально-сміхову природу середньовічної народної культури, підкреслював найтісніший зв'язок в ній сміху та страху.
Власне, А. Я. Гуревич став творцем історико-антропологічного напряму в російській науці. Значення його праць виходить за межі медієвістики. Він справив великий вплив на всю сучасну російську історичну науку, інші гуманітарні дисципліни — антропологію, культурологію, філософію, мистецтвознавство.

## Праці

### Дисертації
- Крестьянство Юго-Западной Англии в донормандский период. Проблема образования класса феодальных крестьян в Уэссексе в VII — начале XII в. Автореф.дисс. … к.и.н. М., 1950. 28 с.
- Очерки социальной истории Норвегии в IX–XI вв. Автореф.дисс. … д.и.н. М., 1961. 25 с.

### Книги
- Походы викингов. [Архівовано 28 вересня 2011 у Wayback Machine.] — М.: Наука, 1966. 183 с (опубліковано польською (1969) та естонською (1975) мовами).
- Свободное крестьянство феодальной Норвегии. [Архівовано 21 травня 2014 у Wayback Machine.] — М.: Наука, 1967. — 285 с.
- Проблемы генезиса феодализма в Западной Европе: Уч. пособие. — М.: Высшая школа, 1970. — 224 с. (опубліковано шведською (1979), італійською (1982, 1990) мовами).
- История и сага. О произведении Снорри Стурлусона «Хеймскрингла». [Архівовано 21 травня 2014 у Wayback Machine.] — М.: Наука, 1972. — 198 с.
- Категории средневековой культуры. — М.: Искусство, 1972. — 318 с; 2-е изд., испр. и доп. М.: Искусство, 1984. 350 с. (опубліковано також румунською (1974), польською (1976), німецькою (1978, 1980, 1982, 1983), чеською (1978), іспанською (1983), французькою (1983), англійською (1985), литовською (1989), португальською (1990), японською (1990) мовами).
- Норвежское общество в раннее средневековье: Проблемы социального строя и культуры.  [Архівовано 21 травня 2014 у Wayback Machine.] — М.: Наука, 1977. — 337 с.
- «Эдда» и сага. [Архівовано 21 травня 2014 у Wayback Machine.] — М.: Наука, 1979. — 192 с.
- Проблемы средневековой народной культуры. — М.: Искусство, 1981. — 359 с. (перекладено болгарською (1985), німецькою (1986), італійською (1986), угорською (1987), польською (1987), сербсько-хорватською (1987) мовами).
- Культура и общество средневековой Европы глазами современников. Exempla, XIII в. — М.: Искусство, 1989. — 366 с.
- Средневековый мир: культура безмолвствующего большинства. — М.: Искусство, 1990. — 395 с.
- Исторический синтез и Школа «Анналов» — М.: Индрик, 1993. — 327 с.
- Гуревич А. Я., Харитонович Д. Э. История средних веков. Учебник для средней школы. — М.: Интерпракс, 1994. — 333 с.
- Словарь средневековой культуры, 2003.
- История историка. — М.: РОССПЭН, 2004. — 288 с.
- Индивид и социум на средневековом Западе. — М.: РОССПЭН, 2005. — 422 с.

перевид.: Индивид и социум на средневековом Западе. — СПб.: Александрия, 2009. — 492 с. — ISBN 978-5-903445-08-0. — Серия «Становление Европы».
- История — нескончаемый спор. — М.: РГГУ, 2005. — 899 с.

### Перевидання та збірки робіт
- Избранные труды. Т. 1: Древние германцы. Викинги. [Архівовано 21 травня 2014 у Wayback Machine.] — М.-СПб.: Университетская книга, 1999. — 352 с.
- Избранные труды. Т. 2: Средневековый мир. — М.-СПб.: Университетская книга, 1999. — 560 с.

перевид.: Избранные труды. Средневековый мир. — СПб.: Издательство СПбГУ, 2007. — 560 с.
- Избранные труды. Крестьянство средневековой Норвегии. — СПб.: Издательство СПбГУ, 2006. — 368 с.
- Избранные труды. Культура средневековой Европы. — СПб.: Издательство СПбГУ, 2006. — 544 с.
- Гуревич. А. Я. Индивид. Статья для возможного в будущем «Толкового словаря средневековой культуры» // От мифа к литературе. Сборник в честь семидесятилетия Е. М. Мелетинского. М. 1993 [Архівовано 21 травня 2014 у Wayback Machine.]